# Бромер
Бромер (др.-греч. Βρομερός) — линкестиец, живший в первой половине V века до н. э., отец Аррабея I.
О Бромере как отце Аррабея I сообщает в своей «Истории Пелопоннесской войны» древнегреческий историк Фукидид. По мнению О. Хоффмана, имя Бромера имеет отношение к слову «βρόμος» (шум, гул). Ф. Зольсмен связал имя отца Арребея I с вариантом имени бога Диониса, что подтверждает связь правящей династии Линкестиды с коринфскими Бакхиадами. По предположению Н. Хэммонда, Бромер был правителем без титула царя примерно в 475 году до н. э.